# International conference on climate change
The International Conference on Climate Change är en återkommande konferens sponsrad av The Heartland Institute och som syftar till att föra samman de forskare världen över som ifrågasätter global uppvärmning. Den första konferensen hölls i New York i mars 2008.